# Európai cseresznyelégy
Az európai cseresznyelégy (Rhagoletis cerasi), vagy egyszerűen csak cseresznyelégy, a rovarok (Insecta) osztályának kétszárnyúak (Diptera) rendjébe, ezen belül a légyalkatúak (Brachycera) alrendjébe és a fúrólégyfélék (Tephritidae) családjába tartozó faj.

## Elterjedése
Európa szerte jelentős mértékben elterjedt, kivéve az északi területeken és az Egyesült Királyságban. Megtalálható Ázsia mérsékelt éghajlatú térségein is, beleértve a Közel-Kelet és Közép-Ázsia egyes vidékeit.
Az első feljegyzés a faj észak-amerikai jelenlétéről 2016 júniusában történt, amikor egy Mississaugában található városi parkban azonosították Kanadában. Később átterjedt az Amerikai Egyesült Államok New York államába 2017-ben.

## Megjelenése
Az imágó kis termetű, 3,5–4,0 milliméter hosszú, és mind a hímek, mind a nőstények többségében fekete színűek. Áttetsző szárnyai sötét keresztsávokkal díszítettek, a tor alapja pedig teljesen sárga: e két jellemzőről könnyen megkülönböztethető a legtöbb más Rhagoletis nembe tartozó fajtól.
Három lárvastádiuma van; a harmadik stádiumú lárva közepes méretű, 5–6 milliméter hosszú és 1,2–1,5 milliméter széles, színe fehér vagy sárgás. A harmadik stádiumú lárva külső váza alkotja a báb tokját.

## Életmódja
Elsősorban a Prunus nemzetség különböző fajait részesíti előnyben tápnyövényei közül, beleértve a vadcseresznyét, a meggyet, a kései meggyet, a sajmeggyet, valamint a csepleszmeggyet. Emellett többféle loncfaj is rajta van a lárvák étrendjén. Az Egyesült Államok ugyanakkor további ismert tápnövényeket jelentett be, amelyek között szerepelnek a borbolya nemzetség fajai, a veresgyűrű som, illetve a fehér- és a piros hóbogyó is.
A nyű a termés héja alá helyezett petéből kel ki, majd jobban befúrja magát gyümölcshúsba és azzal táplálkozik 6 hétig, miközben fejlődik. A kifejlett lárva később kirágja magát a termésből, s lehullik talajra, amelynek felső 5 centiméteres rétegébe ásva be magát, ahol pár napon belül bebábozódik. A báb tokját a lárva külső váza alkotja, és egy kokont készít maga köré, így vészelve át a telet. A diapauza körülbelül 180 napig tart, és 7°C alatti hőmérséklet szükséges a sikeres fejlődéshez. Az kifejlett példányok rendszerint a következő tavasszal bújnak elő a földből általában májustól júniusig. Azonban nem minden báb alakul át imágóvá a következő évben; a populáció egy része 2-3 évig a talajban maradhat, ezáltal biztosítva a faj fennmaradását még a rosszabb termésű években is. A populáció alakulását az előző évi kártétel, a téli hőmérséklet és a természetes ellenségek jelenléte jelentősen befolyásolja.

## Szaporodása

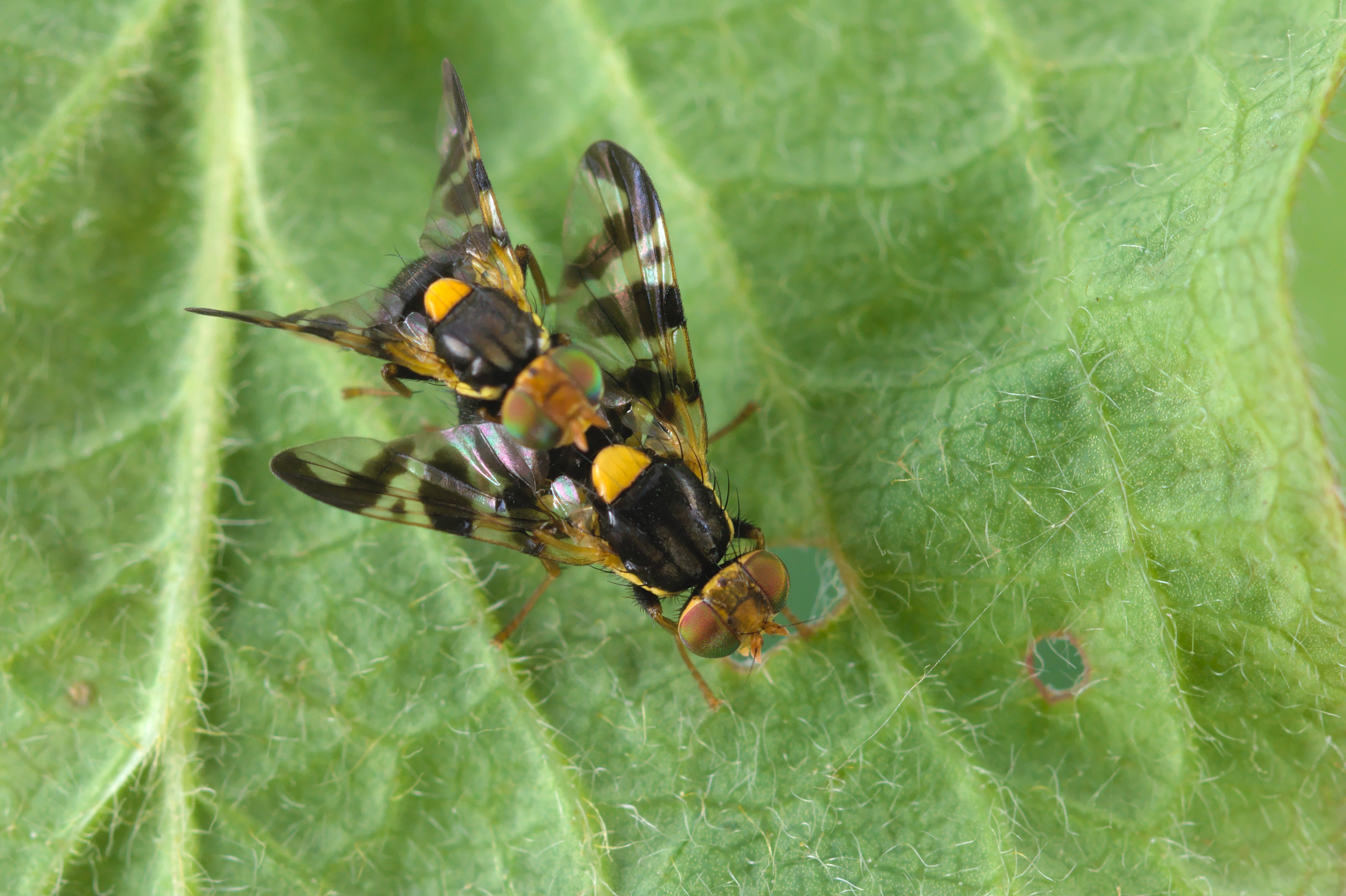
Szaporodó cseresznyelegyek

A faj évente egy nemzedéket hoz létre. Az imágók áprilisban kezdenek rajzani, és ez a folyamat egészen július elejéig is eltarthat. A rajzás kezdetét a talaj felső 5-10 cm-ében mért hőmérséklet határozza meg, nem a növény aktuális fejlődési állapota. A nőstény a petéit általában egyenként rakja le a tápnövény elsősorban színesedő, néha a zöld és sárguló terméseinek héja alá. A peterakás után a nőstény feromonnal jelöli meg a helyet, hogy más cseresznyelegyek ne tojjanak ugyanabba a gyümölcsbe – így óvják lárváik túlélési esélyeit.

## Kártétele

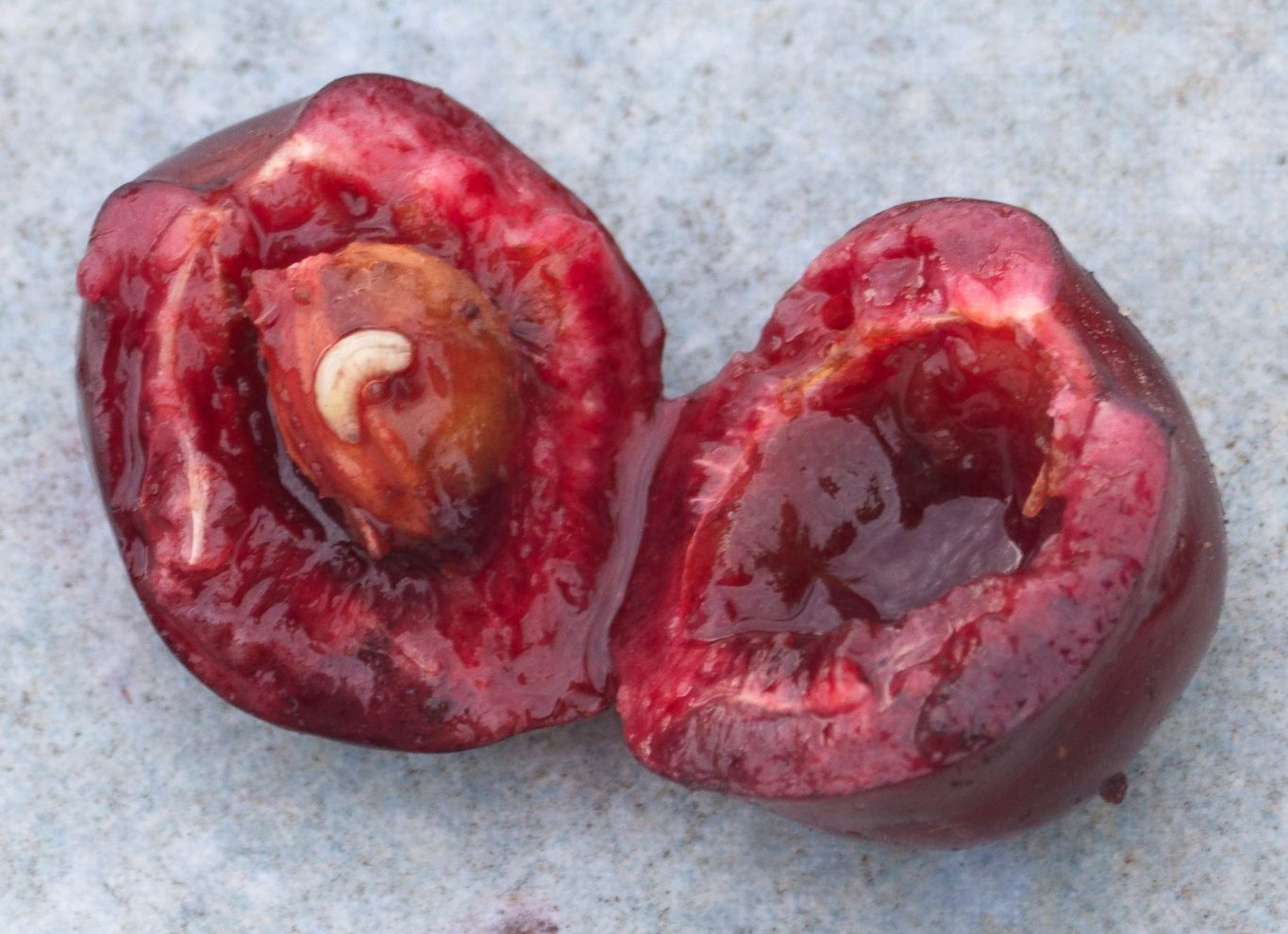
Félbevágott cseresznye egy nyűvel

A cseresznye és a meggy egyik legjelentősebb kártevője, amely ellenőrizetlen körülmények között súlyos károkat okozhat a termésben. Cseresznyénél a kártétel akár 90%-os, míg a meggynél 50%-os veszteséget is eredményezhet. Már néhány százalékos fertőzöttség is akadályozza a termés értékesítését, mivel rontja annak ízét és eltarthatóságát. Ugyanakkor a faj Észak-Amerikában nem okoz aggodalmat a kereskedelmi cseresznyetermesztésben.
A nőstény a tápnövény termésének héja alá rakja a petét, amelyből a kikelő lárva a gyümölcs belsejébe fúródik. A cseresznyelégy által okozott sérülések kedvező bejutási pontot biztosítanak a moníliás betegségnek a növényen. A nyű a gyümölcshús mag körüli részét károsítja, ettől a gyümölcs bebarnul és puhává válik. A gyümölcsöt szétnyitva megfigylhető benne a kártevő ürüléke és sokszor maga a nyű is látható. A gyümölcs héján egy kis, kerek nyílás jelzi, ha a lárva kirágta magát és elhagyta a termést.